# Eurybia
Eurybia es un género de plantas con flores perteneciente a la familia  Asteraceae que fueron anteriormente incluidas en el género Aster. Todas las especies son nativas de Norteamérica, aunque algunas están presentes en Eurasia. Hay 23 especies en el género, incluido un híbrido.
Son plantas perennes que alcanzan 10-120 cm de ancho. Tienen rizomas que pueden ser largos, delgados o cortos. Los tallos pueden ser ascendentes o erectos y son típicamente simples, aunque en casos raros tienen ramas proximales. Pueden ser glabros o densamente peludos. Las hojas son siempre alternas, basales con o sin peciolos, cordadas, ovadas, elípticas, espatuladas o lanceoladas, enteras o serradas. Los capítulos florales aparecen en corimbos, el involucro es cilíndrico acampanado.

## Taxonomía
Eurybia fue descrito por  Alexandre Henri Gabriel de Cassini y publicado en Dictionnaire des Sciences Naturelles [Second edition] 16: 46. 1820.
Etimología
Eurybia: nombre genérico que deriva de la palabra griega: eurybia que significa "a lo largo y ancho, de amplia difusión" 

## Especies
| - Eurybia avita - Eurybia chlorolepis - Eurybia compacta - Eurybia conspicua - Eurybia divaricata - Eurybia eryngiifolia - Eurybia furcata - Eurybia hemispherica | - Eurybia ×herveyi - Eurybia integrifolia - Eurybia jonesiae - Eurybia macrophylla - Eurybia merita - Eurybia mirabilis - Eurybia paludosa - Eurybia radula | - Eurybia radulina - Eurybia saxicastelli - Eurybia schreberi - Eurybia sibirica - Eurybia spectabilis - Eurybia spinulosa - Eurybia surculosa |